# Thiên long bát bộ (phim truyền hình 1997)
Thiên long bát bộ là bộ phim truyền hình do TVB Hồng Kông phát hành vào năm 1997. Bản phim được xem là phim truyền hình hay thập niên 1990 của đài truyền hình TVB chuyển thể từ tiểu thuyết võ hiệp cùng tên của Kim Dung.

## Diễn viên
Lưu ý:
- Danh sách bên dưới chưa được cập nhật đầy đủ.
- Huỳnh Nhật Hoa và Lý Nhược Đồng đóng nhiều hơn một vai diễn.

### Nhân vật chính
- Huỳnh Nhật Hoa vai Kiều Phong (Tiêu Phong)
- Trần Hạo Dân vai Đoàn Dự
- Phàn Thiếu Hoàng vai Hư Trúc
- Trương Quốc Cường vai Mộ Dung Phục
- Lý Nhược Đồng vai Vương Ngữ Yên
- Triệu Học Nhi vai Mộc Uyển Thanh
- Hà Mỹ Điền vai Chung Linh
- Lưu Ngọc Thúy vai A Tử
- Lưu Cẩm Linh vai A Châu

### Nước Đại Lý

#### Đoàn Thị Đại Lý
- Giang Hán vai Đoàn Chính Minh
- Phan Chí Văn vai Đoàn Chính Thuần
- Lữ Hữu Huệ vai Đao Bạch Phụng

#### Nhân tình của Đoàn Chính Thuần
- Phùng Hiểu Văn vai Tần Hồng Miên
- Lý Quế Anh vai Cam Bảo Bảo
- Mã Thanh Nghi vai Nguyễn Tinh Trúc
- Lý Nhược Đồng vai Lý Thanh La
- Tuyết Lê vai Khang Mẫn

#### Khác
- Cổ Minh Hoa vai Cửu Vạn Lý

### Nhà Cô Tô Mộ Dung

#### Gia đình của Mộ Dung Phục
- Lạc Ứng Quân vai Mộ Dung Bác
- Mã Đề Lộ vai Mộ Dung Thị
- Trương Quốc Cường vai Mộ Dung Phục

#### Thuộc hạ của Mộ Dung Phục
- La Quân Tả vai Bao Bất Đồng
- Triệu Tĩnh Nghi vai A Bích

### Tứ Đại Ác Nhân
- Lý Hồng Kiệt vai Đoàn Diên Khánh
- Lý Lệ Lệ vai Diệp Nhị Nương
- Tần Hoàng vai Nhạc Lão Tâm

### Thiếu Lâm Tự
- Lưu Giang vai Huyền Từ Đại sư
- Tôn Quý Khanh vai Huyền Khổ Đại sư
- Lý Hải Sinh vai Huyền Thống Đại sư
- Bào Phương vai Tảo Địa Lão Tăng

### Cái Bang
- Mạch Trường Thanh vai Du Thản Chi
- Quách Đức Tín vai Bạch Thế Kính
- Trần Vinh Tuấn vai Toàn Quán Thanh

### Phái Tiêu Dao
- Lý Thành Xương vai Vô Nhai Tử
- Trần An Oánh vai Thiên Sơn Đồng lão
- Tô Ân Từ vai Lý Thu Thủy
- Lý Nhược Đồng vai Tề Tụ Phong

#### Linh Thứu Cung
- Liêu Lệ Lệ vai Dư Bà Bà
- Trần Sở Kiều vai Mai Kiếm
- Lôi Tình Văn vai Lan Kiếm
- Ngũ Tuệ San vai Cúc Kiếm
- Hoàng Khải Thi vai Trúc Kiếm

##### Vô Lượng Kiếm Phái
- Mã Hải Luân vai Tân Song Thanh

##### 36 động và 72 đảo
- Trịnh Lôi vai Ô Lão Đại

#### Phái Tinh Túc
- Chiêu Thạch Văn vai Đinh Xuân Thu

#### Đệ tử của Tô Tinh Hà
- Ngải Uy vai Tiết Mộ Hoa

### Thổ Phồn
- Lý Quốc Lân vai Cưu Ma Trí

### Đại Liêu
- Vương Vỹ vai Gia Luật Hồng Cơ
- Huỳnh Nhật Hoa vai Tiêu Viễn Sơn
- Trần An Kỳ vai Mẹ của Tiêu Phong

### Tây Hạ
- Hoàng Kỷ Oánh vai Ngân Xuyên Công chúa

#### Tây Hạ Nhất phẩm Đường
- Lý Long Cơ vai Hách Liên Thiết Thụ

### Nhân vật khác
- La Lan vai Đàm Bà
- Dư Mộ Liên vai Thụy Bà Bà
- Hoa Trung Nam vai Đơn Chính
- Trịnh Gia Sinh vai Triệu Tiền Tôn
- Lưu Quế Phương vai Mẹ nuôi của Kiều Phong